# 1966 في تركيا
فيما يلي قوائم الأحداث التي وقعت خلال عام 1966 في تركيا.

## سياسة

### انتهاء فترة المنصب
- 2 فبراير – جمال كورسل رئيس تركيا.

## مواليد

### يناير
- 1 يناير – طاهر ألجي
- 1 يناير – مراد دالتابان ممثل تركي.
- 1 يناير – موجة إبليكتشي صحفية تركية.
- 7 يناير – إرجين أتامان

### مارس
- 8 مارس – وورال قاوونجو

### يونيو
- 8 يونيو – أوكان تشيفيك لاعب كرة سلة تركي.
- 9 يونيو – ليفنت توبساكال
- 20 يونيو – فاطمة شاهين سياسية تركية.

### أكتوبر
- 1 أكتوبر – محمد غالب أنصاري أوغلو سياسي تركي.
- 10 أكتوبر – مولود آك غن
- 13 أكتوبر – ليلى إيبكتشي صحفية تركية.

## وفيات

### يونيو
- 10 يونيو – حمدالله صبحي طانروفر (مواليد 1885) سياسي تركي.

### سبتمبر
- 14 سبتمبر – جمال كورسل (مواليد 1895)